# Waggendorf
Waggendorf ist eine Ortschaft in der Gemeinde Liebenfels im Bezirk Sankt Veit an der Glan in Kärnten (Österreich). Die Ortschaft hat 211 Einwohner (Stand 1. Jänner 2024). Durch die Ortschaft verläuft die Grenze zwischen den Katastralgemeinden Rosenbichl und Sörg, bis 1972 gehörte der Ort daher zu zwei verschiedenen politischen Gemeinden.

## Lage
Die Ortschaft liegt im Südwesten des Bezirks Sankt Veit an der Glan, etwa sechs Kilometer westlich von Sankt Veit an der Glan und einen Kilometer östlich von Sörg, in den Wimitzer Bergen. Im Dorf gibt es unter anderem die Höfe Kanzianer (Nr. 2), Pulverer (Nr. 4), Sumper (Nr. 5), Kreuzlinder/Sumperkeusche (Nr. 14), Scharnagel (Nr. 15) und Weber (Nr. 17).
Zum Ort gehören auch einige Häuser am Hang südlich in Richtung Pulst einschließlich des Hofs Kowold (Nr. 6), und die Häuser östlich entlang der Sörger Landesstraße, um die Feuchtenkeusche (Nr. 8) und Angerer (Nr. 9), im Bereich des Hofes Ehslegger (Nr. 1) und der Villa Therese (Nr. 18) bis zum Hof Unterer Strassnig (Nr. 11) nahe der Abzweigung nach Fachau.

## Geschichte
Der Ort wurde 1268 als Wackerendorf (= Dorf des Waggo) genannt. Eine ehemals im Ort befindliche Filialkirche St. Cancianus ist schon lange abgekommen.
Der südliche Teil des Orts gehörte als Teil der Steuergemeinde Rosenbichl in der ersten Hälfte des 19. Jahrhunderts zum Steuerbezirk Rosenbichl. Bei der Bildung der politischen Gemeinden im Zuge der Reformen nach der Revolution 1848/49 kamen diese Häuser zur Gemeinde Feistritz, die 1875 in Gemeinde Pulst umbenannt wurde. Seit einer Gemeindefusion 1958 gehört der südliche Teil des Orts zur Gemeinde Liebenfels.
Der nördliche Teil des Orts gehörte als Teil der Steuergemeinde Sörg in der ersten Hälfte des 19. Jahrhunderts zum Steuerbezirk Gradenegg. Bei der Bildung der politischen Gemeinden Mitte des 19. Jahrhunderts kamen diese Häuser zunächst an die Gemeinde Glantschach, 1875 an die Gemeinde Sörg. Seit der Fusion der Gemeinden Sörg und Liebenfels 1973 gehört auch der nördliche Teil des Orts zur Gemeinde Liebenfels, und der bis dahin in zwei Ortschaften geteilte Ort wurde zu einer Ortschaft vereint.

## Bevölkerungsentwicklung
Für die Ortschaft in ihrem heutigen Umfang ermittelte man folgende Einwohnerzahlen:
- 1869: 16 Häuser, 130 Einwohner (davon 9 Häuser, 67 Einwohner in der Gemeinde Feistritz[4], 7 Häuser und 63 Einwohner in der Gemeinde Glantschach[5])
- 1880: 17 Häuser, 131 Einwohner (davon 9 Häuser, 80 Einwohner in der Gemeinde Pulst[6], 8 Häuser, 51 Einwohner in der Gemeinde Sörg[6])
- 1890: 15 Häuser, 131 Einwohner (davon 9 Häuser, 70 Einwohner in der Gemeinde Pulst[7], 6 Häuser, 61 Einwohner in der Gemeinde Sörg[8])
- 1900: 16 Häuser, 130 Einwohner (davon 9 Häuser, 74 Einwohner in der Gemeinde Pulst[9], 7 Häuser, 56 Einwohner in der Gemeinde Sörg[10])
- 1910: 20 Häuser, 146 Einwohner (davon 10 Häuser, 80 Einwohner in der Gemeinde Pulst[11], 10 Häuser, 66 Einwohner in der Gemeinde Sörg[12])
- 1923: 18 Häuser, 120 Einwohner (davon 10 Häuser, 74 Einwohner in der Gemeinde Pulst[13], 8 Häuser, 46 Einwohner in der Gemeinde Sörg[14])
- 1934: 141 Einwohner (davon 86 Einwohner in der Gemeinde Pulst[15], 55 Einwohner in der Gemeinde Sörg[16])
- 1961: 24 Häuser, 140 Einwohner (davon 12 Häuser, 73 Einwohner in der Gemeinde Liebenfels[17], 12 Häuser, 67 Einwohner in der Gemeinde Sörg[18])
- 2001: 63 Gebäude (davon 61 mit Hauptwohnsitz) mit 79 Wohnungen; 213 Einwohner und 8 Nebenwohnsitzfälle; 75 Haushalte; 3 Arbeitsstätten, 14 land- und forstwirtschaftliche Betriebe[19]
- 2011: 72 Gebäude, 202 Einwohner, 79 Haushalte, 2 Arbeitsstätten[20]
- 2021: 79 Gebäude, 207 Einwohner, 78 Haushalte, 9 Arbeitsstätten[21]

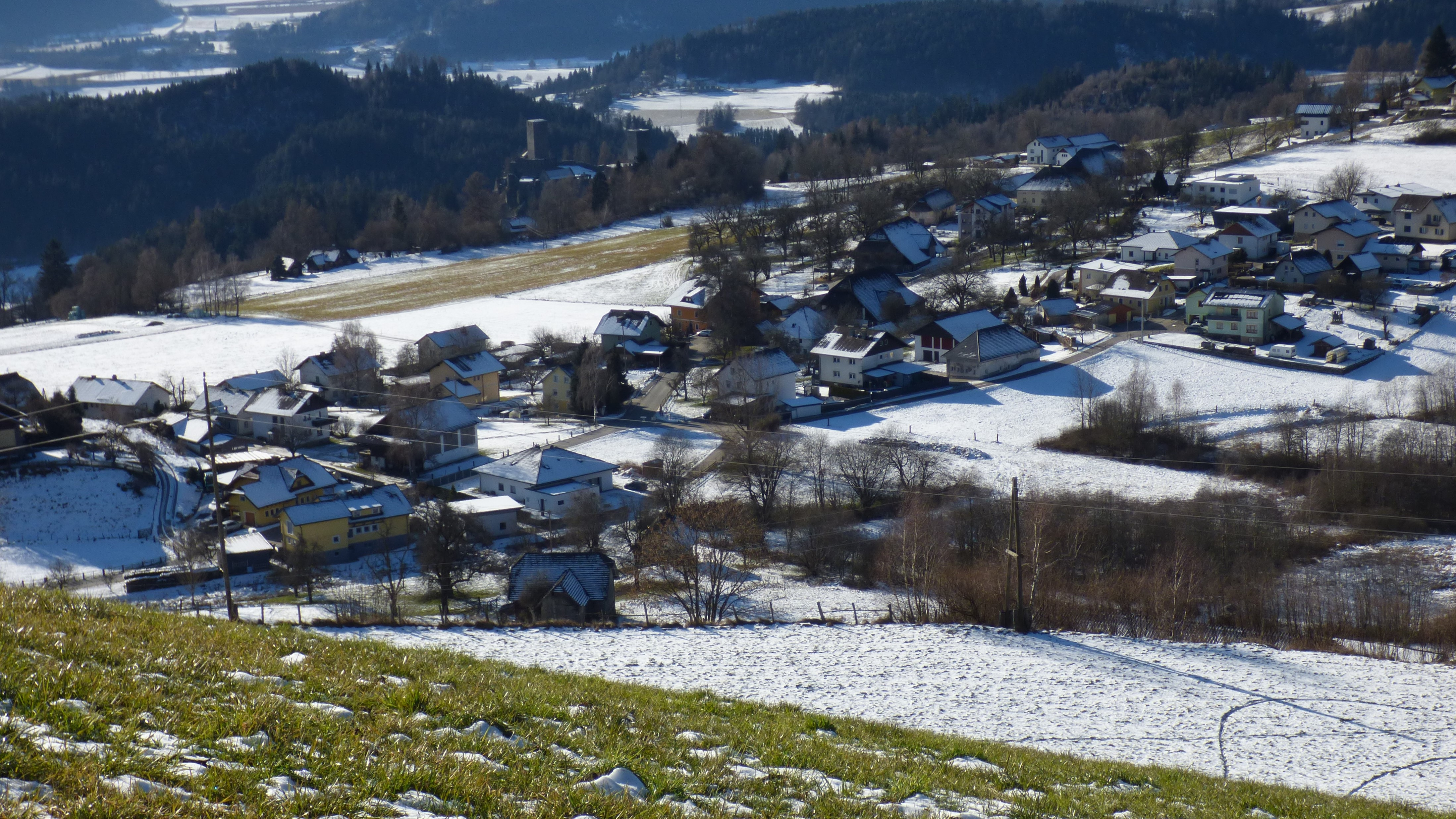
Waggendorf von Nordosten
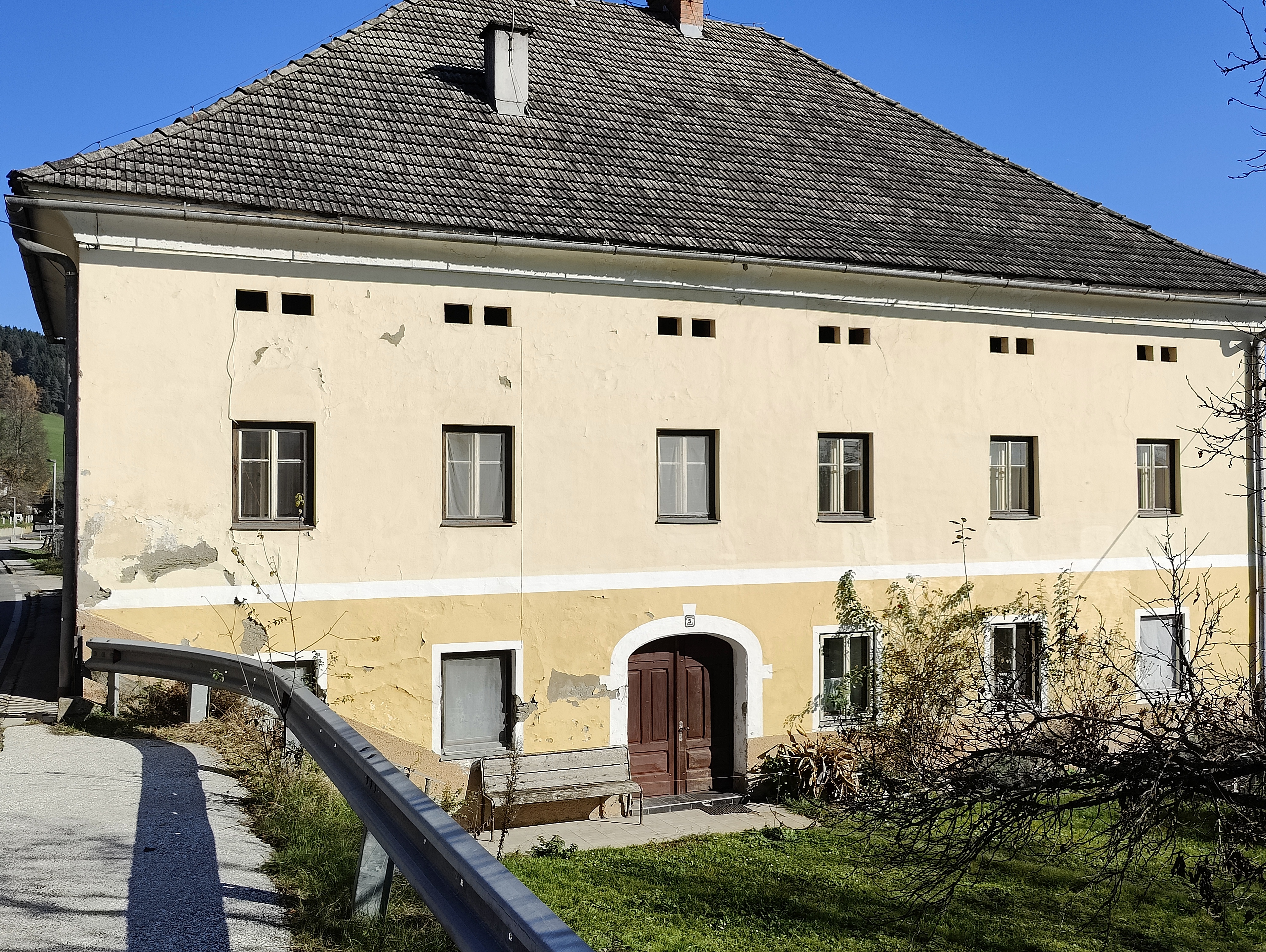
Nr. 5 vulgo Sumper
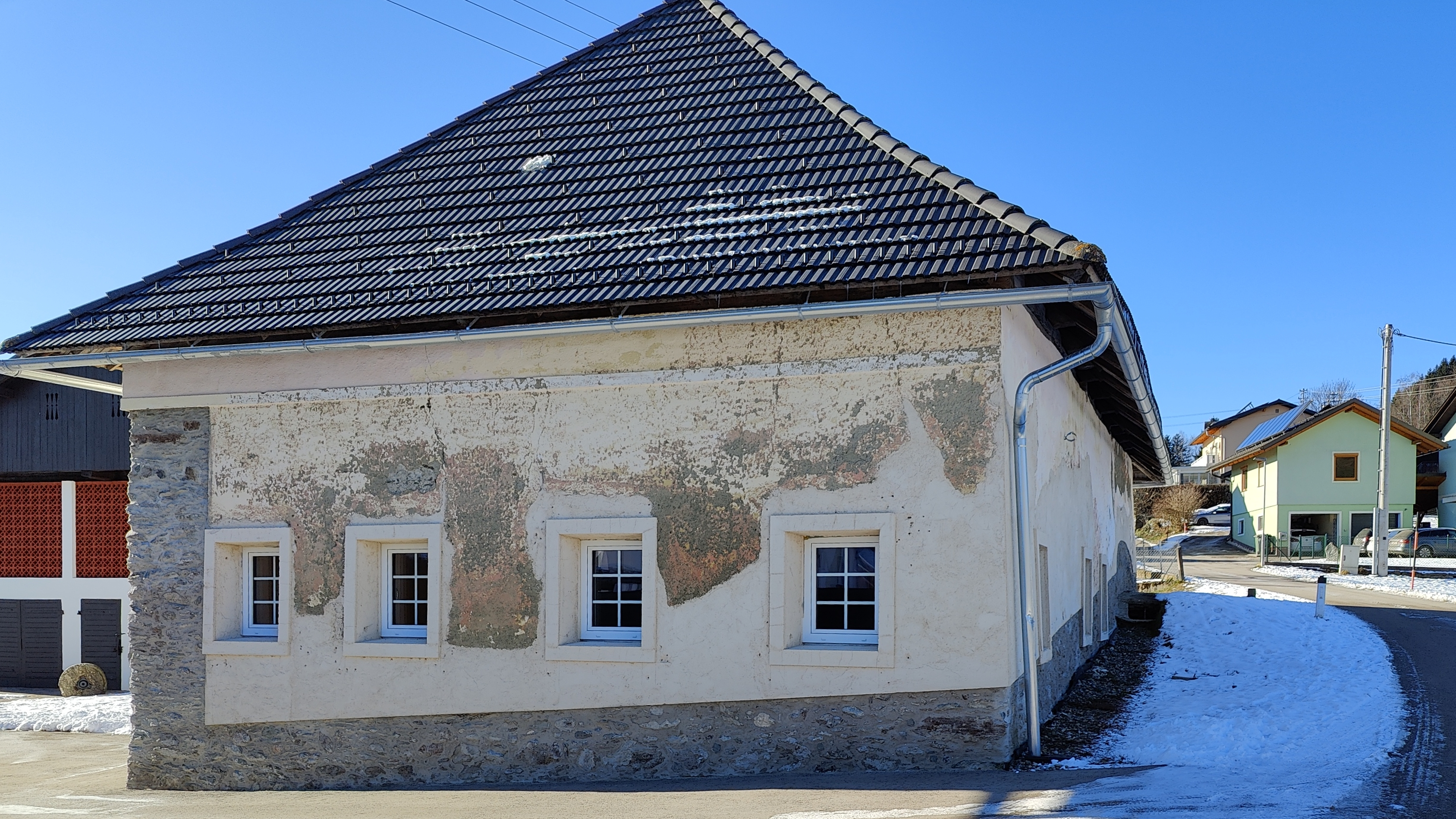
Nr. 15 vulgo Scharnagel
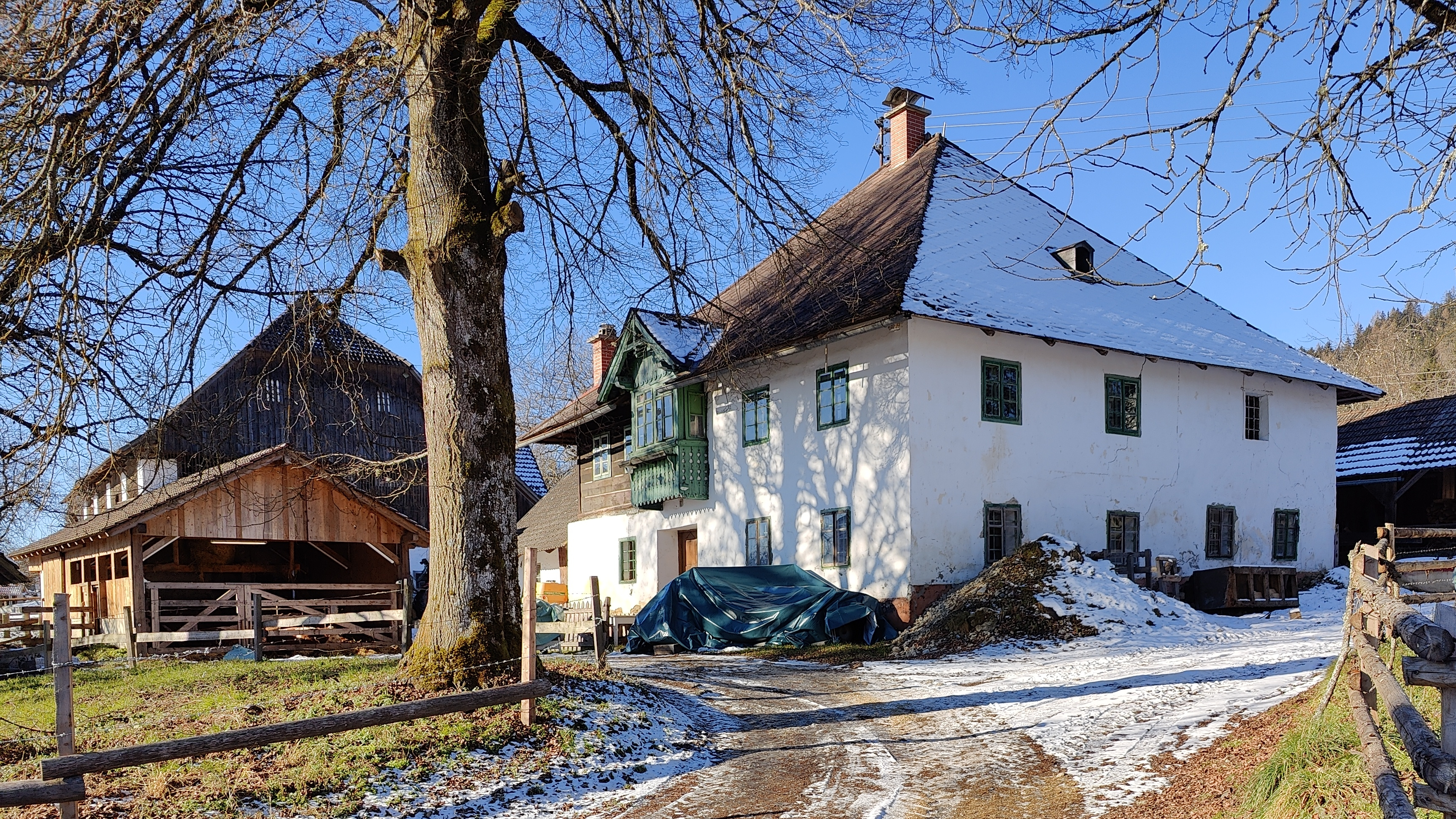
Nr. 17 vulgo Weber
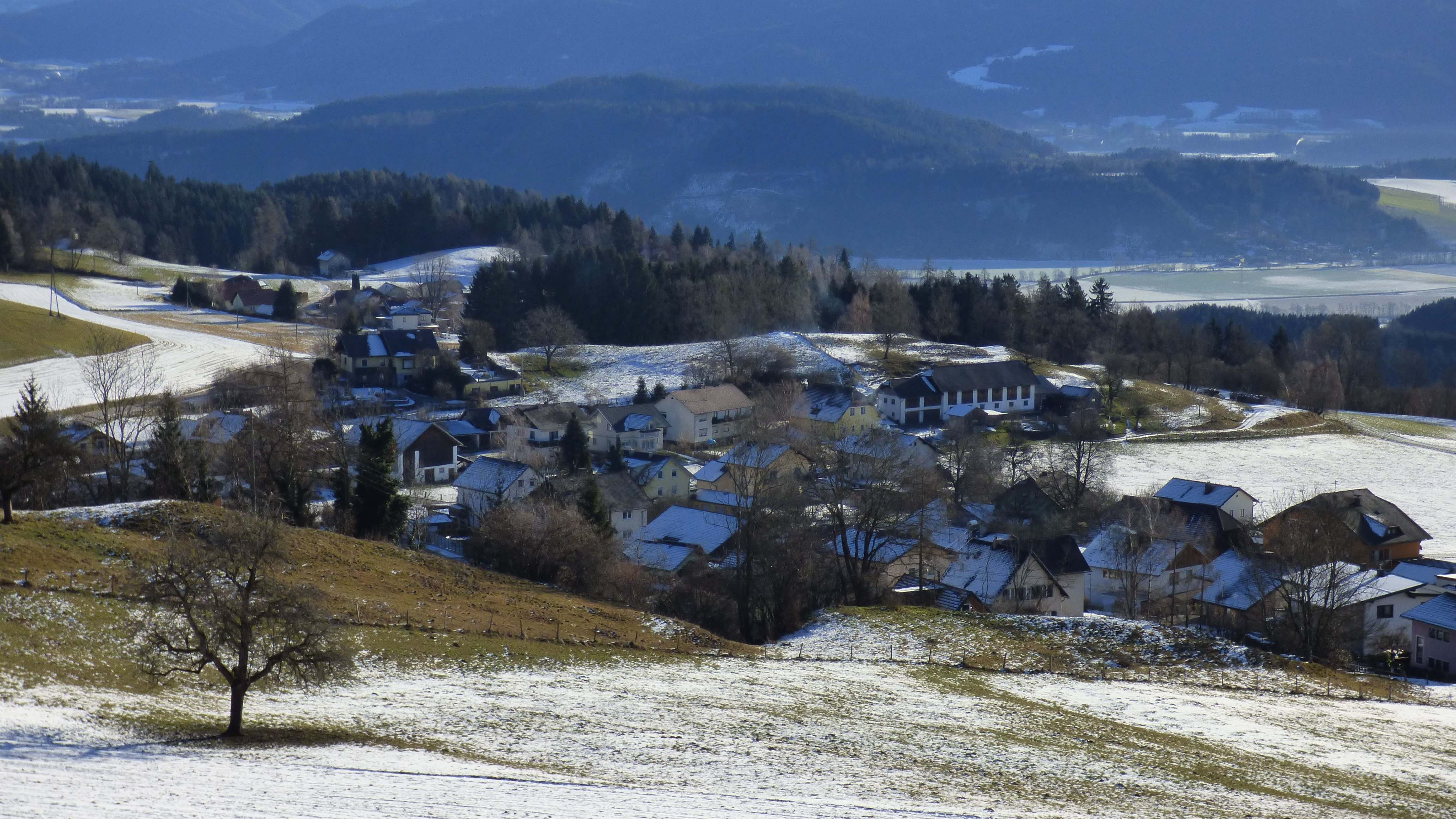
Waggendorf von Nordwesten